# Saltos ornamentais nos Jogos Olímpicos de Verão de 1920
Os saltos ornamentais nos Jogos Olímpicos de Verão de 1920 foi realizado em Antuérpia, na Bélgica, com cinco eventos disputados. O trampolim de 3 metros feminino foi incoporado aos Jogos.

## Eventos dos saltos ornamentais
Masculino: Trampolim de 3 metros | Plataforma de 10 metros | Salto simples em altura

Feminino: Trampolim de 3 metros | Plataforma de 10 metros

## Masculino

### Trampolim de 3 metros masculino
| Pos. | País                 | Atletas           |
| ---- | -------------------- | ----------------- |
|      | Estados Unidos (USA) | Louis Kuehn       |
|      | Estados Unidos (USA) | Clarence Pinkston |
|      | Estados Unidos (USA) | Louis Balbach     |

#### Primeira fase
Os três saltadores com o maior número de pontos em cada eliminatória avançaram a final.
Eliminatória 1
| Pos. | Saltador            | Pontos |
| ---- | ------------------- | ------ |
| 1    | USA Louis Kuehn     | 7      |
| 2    | USA Louis Balbach   | 8      |
| 3    | SWE Gunnar Ekstrand | 15     |
| 4    | SWE Oscar Dose      | 20     |
| 5    | CAN Richard Flint   | 29     |
| 6    | BEL Joseph Callens  | 30     |
| 7    | FRA Rémy Weil       | 31     |

Eliminatória 2
| Pos. | Saltador                 | Pontos |
| ---- | ------------------------ | ------ |
| 1    | SWE Gustaf Blomgren      | 7      |
| 2    | USA Clarence Pinkston    | 8      |
| 3    | SWE John Jansson         | 16     |
| 4    | BRA Adolfo Wellish       | 19     |
| 5    | GBR Ernest Walmsley      | 28     |
| 6    | ITA Guglielmo de Sanctis | 29     |
| 7    | SUI Paul Knuchel         | 30     |

#### Final
| Pos. | Saltador              | Pontos |
| ---- | --------------------- | ------ |
| 1    | USA Louis Kuehn       | 10     |
| 2    | USA Clarence Pinkston | 11     |
| 3    | USA Louis Balbach     | 15     |
| 4    | SWE Gustaf Blomgren   | 19     |
| 5    | SWE Gunnar Ekstrand   | 27     |
| 6    | SWE John Jansson      | 34     |

### Plataforma de 10 metros masculino
| Pos. | País                 | Atletas           |
| ---- | -------------------- | ----------------- |
|      | Estados Unidos (USA) | Clarence Pinkston |
|      | Suécia (SWE)         | Erik Adlerz       |
|      | Estados Unidos (USA) | Harry Prieste     |

#### Primeira fase
Na primeira fase, os três melhores saltadores de cada uma das três eliminatórias classificavam-se a final. Não são conhecidos os demais competidores das eliminatórias, tendo apenas o registro dos classificados a final.
Eliminatória 1
| Pos. | Saltador              | Pontos |
| ---- | --------------------- | ------ |
| 1    | SWE John Jansson      | 7      |
| 2    | USA Clarence Pinkston | 10     |
| 3    | USA Louis Balbach     | 17     |

Eliminatória 2
| Pos. | Saltador            | Pontos |
| ---- | ------------------- | ------ |
| 1    | SWE Erik Adlerz     | 9      |
| 2    | SWE Gustaf Blomgren | 11     |
| 3    | USA Harry Prieste   | 17     |

#### Final
| Pos. | Saltador              | Pontos |
| ---- | --------------------- | ------ |
| 1    | USA Clarence Pinkston | 7      |
| 2    | SWE Erik Adlerz       | 10     |
| 3    | USA Harry Prieste     | 16     |
| 4    | SWE Gustaf Blomgren   | 23     |
| 5    | SWE John Jansson      | 27     |
| 6    | USA Louis Balbach     | 28     |

### Salto simples em altura masculino
| Pos. | País         | Atletas       |
| ---- | ------------ | ------------- |
|      | Suécia (SWE) | Arvid Wallman |
|      | Suécia (SWE) | Nils Skoglund |
|      | Suécia (SWE) | John Jansson  |

Na primeira fase, os três melhores saltadores de cada uma das três eliminatórias classificavam-se a final. Não são conhecidos detalhes dessa fase, sabendo-se apenas as atletas classificadas a final:
| Pos. | Saltador            | Pontos |
| ---- | ------------------- | ------ |
| 1    | SWE Arvid Wallman   | 7      |
| 2    | SWE Nils Skoglund   | 8      |
| 3    | SWE John Jansson    | 16     |
| 4    | SWE Erik Adlerz     | 19     |
| 5    | FIN Yrjö Valkana    | 23     |
| 6    | DEN Harold Janssen  | 27     |
| 7    | BEL Fernand Sauvage | 34     |
| 8    | BRA Adolfo Wellish  | 37     |
| 9    | GBR Harold Clark    | 40     |

## Feminino

### Trampolim de 3 metros feminino
| Pos. | País                 | Atletas          |
| ---- | -------------------- | ---------------- |
|      | Estados Unidos (USA) | Aileen Riggin    |
|      | Estados Unidos (USA) | Helen Wainwright |
|      | Estados Unidos (USA) | Thelma Payne     |

Apenas quatro saltadoras estadunidenses disputaram a prova, em uma única fase:
| Pos. | Saltadora            | Pontos |
| ---- | -------------------- | ------ |
| 1    | USA Aileen Riggin    | 9      |
| 2    | USA Helen Wainwright | 9      |
| 3    | USA Thelma Payne     | 12     |
| 4    | USA Aileen Ellen     | 20     |

### Plataforma de 10 metros feminino
| Pos. | País               | Atletas                 |
| ---- | ------------------ | ----------------------- |
|      | Dinamarca (DEN)    | Stefani Fryland Clausen |
|      | Grã-Bretanha (GBR) | Beatrix Armstrong       |
|      | Suécia (SWE)       | Eva Ollivier            |

Na primeira fase, as três melhores saltadoras de cada uma das duas eliminatórias classificavam-se a final. Não são conhecidos detalhes dessa fase, sabendo-se apenas as atletas classificadas a final. Na fase decisiva, apenas os pontos das três medalhistas são conhecidos, sendo que além delas mais três saltadoras disputaram a final:
| Pos. | Saltadora                    | Pontos |
| ---- | ---------------------------- | ------ |
| 1    | DEN Stefani Fryland Clausen  | 6      |
| 2    | GBR Beatrix Eileen Armstrong | 10     |
| 3    | SWE Eva Ollivier             | 11     |
| 4    | GBR Isabella White           | -      |
| 5    | USA Aileen Riggin            | -      |
| 6    | USA Betty Grimes             | -      |

## Quadro de medalhas dos saltos ornamentais
| Ordem | País               | Medalha de ouro | Medalha de prata | Medalha de bronze | Total |
| ----- | ------------------ | --------------- | ---------------- | ----------------- | ----- |
| 1     | USA Estados Unidos | 3               | 2                | 3                 | 8     |
| 2     | SWE Suécia         | 1               | 2                | 2                 | 5     |
| 3     | DEN Dinamarca      | 1               | 0                | 0                 | 1     |
| 4     | GBR Grã-Bretanha   | 0               | 1                | 0                 | 1     |